# Діссенгофен
Діссенгофен (нім. Diessenhofen) — місто  в Швейцарії в кантоні Тургау, округ Фрауенфельд.

## Географія
Місто розташоване на відстані близько 130 км на північний схід від Берна, 18 км на північний захід від Фрауенфельда.
Діссенгофен має площу 10,1 км², з яких на 17,2% дозволяється будівництво (житлове та будівництво доріг), 40,6% використовуються в сільськогосподарських цілях, 37% зайнято лісами, 5,2% не є продуктивними (річки, льодовики або гори).

## Демографія
2019 року в місті мешкало 4042 особи (+17,7% порівняно з 2010 роком), іноземців було 36%. Густота населення становила 401 осіб/км².
За віковим діапазоном населення розподілялося таким чином: 18,7% — особи молодші 20 років, 61,1% — особи у віці 20—64 років, 20,2% — особи у віці 65 років та старші. Було 1854 помешкань (у середньому 2,2 особи в помешканні).
Із загальної кількості 1794 працюючих 62 було зайнятих в первинному секторі, 714 — в обробній промисловості, 1018 — в галузі послуг.